# Michail Pawlowitsch Sablin

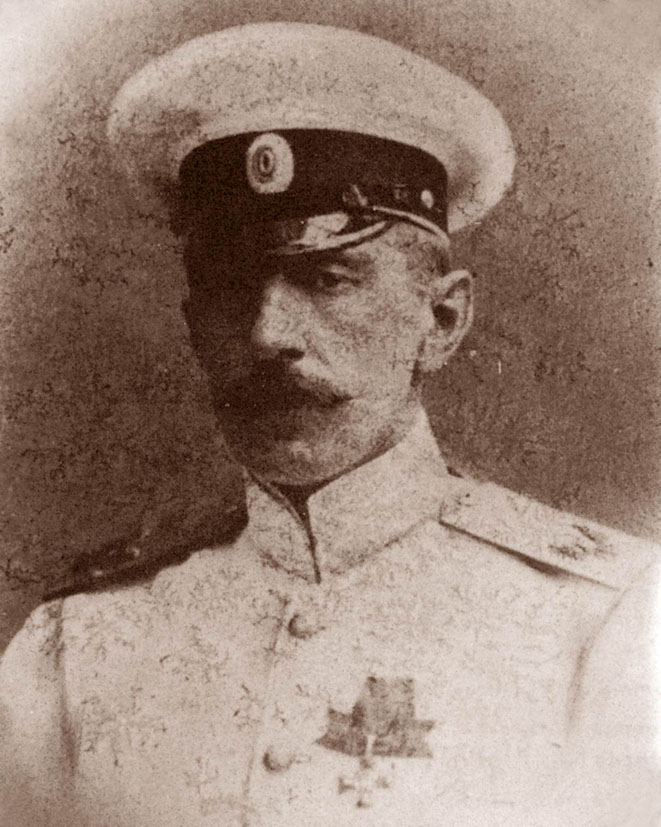
Michail Sablin (zwischen 1917 und 1918)

Michail Pawlowitsch Sablin (russisch Михаил Павлович Саблин, wissenschaftliche Transliteration Michail Pavlovič Sablin, * 17. Juli 1869; † 17. Oktober 1920 in Sewastopol) war ein russischer Vizeadmiral und Kommandeur der Schwarzmeerflotte.

## Biografie
Michail Sablin entstammte einer Marinefamilie. 1890 schloss er eine Ausbildung beim Marinekorps ab.
Im Jahr 1900 war er am russischen Einmarsch in China während des Boxeraufstands beteiligt. Im Russisch-Japanischen Krieg war er ein Offizier auf der Osljabja und wurde im Mai 1905 bei der Seeschlacht bei Tsushima verwundet. Anschließend diente er in der Schwarzmeerflotte und kommandierte von 1906 bis 1907 mehrere Schiffe im Schwarzen Meer.
Im Ersten Weltkrieg kommandierte er 1914 die Zerstörerbrigade der Schwarzmeerflotte. 1915 wurde er zum Konteradmiral befördert. Von 1915 bis 1918 kommandierte er die Minenverteidigung des Schwarzen Meers. 1916 war er Kommandeur der 2. Schlachtschiffbrigade. Von 1917 bis 1918 war er Generalstabschef der Schwarzmeerflotte und war schließlich unter der sowjetischen Regierung vom Februar bis zum 17. Juni 1918 Kommandeur der Flotte.
Am 29. April 1918 ernannte Sablin während der Krim-Operation unter dem patriotischen Druck der ukrainischen Mehrheit der Besatzungen der Schiffe der Schwarzmeerflotte und der ukrainischen Gemeinde Sewastopols offiziell die gesamte Flotte zum Eigentum der Ukrainischen Volksrepublik und gab den Befehl, ukrainische Flaggen auf den Schiffen und der Festung Sewastopols zu hissen. Sablin überwachte vom 31. Mai bis zum 2. Juni 1918 die Evakuierung des Großteils der Schwarzmeerflotte von Sewastopol nach Noworossijsk. Er widersetzte sich dem direkten Befehl Lenins, die Flotte zu versenken, damit sie nicht in die Hände der Streitkräfte der österreichisch-deutschen Intervention oder der Freiwilligenarmee fallen konnte. Danach trat er von seinem Kommando zurück und reiste nach Moskau, um sich persönlich bei Lenin zu melden. Bei seiner Ankunft wurde er sofort verhaftet und inhaftiert.
Er floh unter ungeklärten Umständen über das Vereinigte Königreich nach Südrussland, wo er von August 1918 bis April 1919 im Marinedirektorat des Hauptstabes der Streitkräfte Südrusslands diente. Er wurde zum Vizeadmiral befördert und war vom 19. April 1919 bis zum 1. Februar 1920 Kommandeur der Schwarzmeerhäfen. Vom 28. Februar 1920 bis Oktober 1920 war er unter General Wrangel der Kommandeur der Schwarzmeerflotte und Leiter des Marinedirektorats der russischen Armee.
Kurz vor der Evakuierung der Weißen von der Krim starb Sablin in Sewastopol an Leberkrebs und wurde ebenda beerdigt.